# 448
448 (CDXLVIII) var ett skottår som började en torsdag i den julianska kalendern.

## Händelser

### Okänt datum
- Vid Chlodios död efterträds han som kung över de saliska frankerna av sin son Merovech (troligen omkring detta eller föregående år).
- Theodosius II skickar en ambassad till Attila, varvid Priscus nedtecknar en av de få ögonvittnesskildringar som finns av hunnernas rike.
- Eutyches anklagas för kätteri vid ett koncilium i Konstantinopel.

## Födda
- Kyriakos, helgon

## Avlidna
- 31 juli – Germanus, biskop av Auxerre
- Chlodio, kung över de saliska frankerna sedan 426 (död detta år, 445, 447 eller 449)